# Máximo (catch)
José Christian Alvarado Ruiz, né le 8 novembre 1980, plus connu sous son nom de ring Máximo, est un catcheur mexicain professionnel, actuellement sous contrat avec la Consejo Mundial de Lucha Libre.

## Carrière

### Consejo Mundial de Luncha Libre (2011-2017)
Le 7 octobre 2005, il remporte son premier titre quand lui, El Sagrado et El Texano Jr. battent Pandilla Guerrera (Dr. X, Nitro et Sangre Azteca) pour remporter les Mexican National Trios Championship.
En janvier 2011, il fait ses débuts au Japon pour prendre part à la tournée Fantastica Mania 2011,co-promu par la CMLL et la New Japan Pro Wrestling à Tokyo. Le 22 janvier, il perd contre son ancien rival Taichi. le lendemain, lui et Danshoku Dino perdent contre Gedo et Jado. En décembre 2011, il forme le trio El Bufete del Amor avec Marco Corleone et Rush. Le 21 janvier 2012, il participe à la tournée Fantastica Mania 2012 où lui et Danshoku Dino perdent contre Suzuki-gun (Taichi et Taka Michinoku).
Le 19 février, lui, Marco Corleone et Rush battent Los Hijos del Averno (Averno, Ephesto et Mephisto) et remportent les CMLL World Trios Championship.
Lors de Wrestling Dontaku 2013, lui, Jushin Thunder Liger, Tiger Mask et Yūji Nagata battent Chaos (Gedo, Jado, Tomohiro Ishii et Yoshi-Hashi).
Lors de Destruction in Kobe 2014, lui, Alex Shelley et Bushi perdent contre Suzuki-gun (El Desperado, Taichi et Taka Michinoku).
Le 30 janvier 2015, il bat El Terrible et remporte le CMLL World Heavyweight Championship. 
Le 6 mars, lui et El Terrible remportent le CMLL Torneo Nacional de Parejas Increibles (2015) en battant Volador Jr. et Rey Bucanero en finale.

### Asistencia Asesoría y Administración (2018-...)
Lors de Guerra de Titanes 2018, il fait ses débuts à la Asistencia Asesoría y Administración en compagnie de son cousin La Máscara et sauve son frère Psycho Clown d'une attaque de Monster Clown, Murder Clown et Rey Escorpión et forme avec La La Máscara et Psycho Clown le groupe Los Mosqueteros del Diablo.
Le 2 septembre, lui et Mamba perdent contre Los Mercenarios (El Texano Jr. et Rey Escorpión) dans un Four Way Match qui comprenaient également Aero Star et Drago et Jack Evans et Teddy Hart et ne remportent pas les AAA World Tag Team Championship.

## Palmarès
- Consejo Mundial de Lucha Libre
  - 1 fois CMLL World Heavyweight Championship
  - 1 fois CMLL World Trios Championship avec Marco Corleone et Rush
  - 1 fois Mexican National Trios Championship avec El Sagrado et El Texano Jr.
  - La Copa Junior (2014 VIP)
  - CMLL Torneo Nacional de Parejas Increibles (2015) avec El Terrible

- Wrestling Martín Calderón
  - 1 fois WAR City Exotico Championship

### Résultats des matchs à enjeu (Luchas de apuestas)
| #  | Vainqueur (enjeu)                      | Perdant (enjeu)                                                           | Date             | Lieu        | Notes                                    |
| -- | -------------------------------------- | ------------------------------------------------------------------------- | ---------------- | ----------- | ---------------------------------------- |
| 1  | Máximo (cheveux)                       | Conde 2000 (cheveux)                                                      | 5 juillet 2005   | Pachuca     | Au cours d'un Live Event                 |
| 2  | Máximo (cheveux)                       | César Dantés (cheveux)                                                    | 10 octobre 2005  | Guadalajara | Au cours d'un Live Event                 |
| 3  | Máximo (cheveux)                       | Destroyer (cheveux)                                                       | 15 mars 2006     | Acapulco    | Au cours d'un Live Event                 |
| 4  | Máximo (cheveux)                       | Sexy Piscis (cheveux)                                                     | 8 avril 2006     | Torreón     | Au cours d'un Live Event                 |
| 5  | Máximo (cheveux)                       | Loco Max (cheveux)                                                        | 5 juin 2006      | Mexico      | Au cours d'un Live Event                 |
| 6  | Máximo (cheveux)                       | Mr. Mexico (cheveux)                                                      | 8 août 2006      | Puebla      | Au cours d'un Live Event                 |
| 7  | Máximo (cheveux)                       | Emilio Charles Jr. (cheveux)                                              | 29 octobre 2006  | Mexico      | Au cours d'un Live Event                 |
| 8  | Máximo (cheveux)                       | Rambo (cheveux)                                                           | 15 janvier 2008  | Querétaro   | Au cours d'un Live Event                 |
| 9  | Máximo (cheveux)                       | Police Man (cheveux)                                                      | 11 août 2008     | Puebla      | Au cours d'un Live Event                 |
| 10 | El Texano Jr. (cheveux)                | Máximo (cheveux)                                                          | 15 mars 2009     | Guadalajara | Au cours d'un Live Event                 |
| 11 | Okumura (cheveux)                      | Máximo (cheveux)                                                          | 15 novembre 2009 | Mexico      | Au cours d'un Live Event                 |
| 12 | Máximo (cheveux)                       | Taichi (cheveux)                                                          | 6 juin 2010      | Mexico      | Au cours de Sin Salida 2010              |
| 12 | El Texano Jr. et El Terrible (cheveux) | La Dinastia Alvarado (Brazo de Plata et Máximo) (cheveux)                 | 18 mars 2011     | Mexico      | Au cours de Homenaje a Dos Leyendas 2011 |
| 13 | Máximo et Volador Jr. (cheveux)        | TRT: La Máquina de la Destrucción (El Terrible et Rey Bucanero) (cheveux) | 20 mars 2015     | Mexico      | Au cours de Homenaje a Dos Leyendas 2015 |
| 14 | Máximo (cheveux)                       | Hiromu Takahashi (cheveux)                                                | 1er janvier 2016 | Mexico      | Au cours de Sin Piedads 2016             |
| 15 | Rush (cheveux)                         | Máximo Sexy (cheveux)                                                     | 18 mars 2016     | Mexico      | Au cours de Homenaje a Dos Leyendas 2016 |
| 15 | Máximo Sexy (cheveux)                  | Máscara Año 2000 (cheveux)                                                | 1er janvier 2017 | Mexico      | Au cours de Sin Piedad                   |